# Малкольм Ріфкінд
Сер Малкольм Леслі Ріфкінд (англ. Malcolm Leslie Rifkind; нар. 21 червня 1946, Единбург, Шотландія) — британський політик-консерватор і член Палати громад від округу Kensington.

## Біографія
Здобув освіту в Коледжі Джорджа Уотсона та Університеті Единбурга.
1986–1990 — Міністр у справах Шотландії.
1990–1992 — Міністр транспорту.
1992–1995 — Міністр оборони.
1995–1997 — Міністр закордонних справ.